# Roger Rosiers
Roger Rosiers (Vremde, 26 de noviembre de 1946). Fue un ciclista  belga, profesional entre 1967 y 1980, cuyos mayores éxitos deportivos los logró en la Vuelta a España donde logró 1 victoria de etapa en la edición de 1970, y en la París-Roubaix al vencer en la edición de 1971.

## Palmarés
| 1965 - Schaal Sels 1967 - Flecha Brabançona 1968 - Flandria - Elfstedenronde 1969 - Nokere Koerse 1970 - 1 etapa de la Vuelta a España 1971 - París-Roubaix - Gran Premio Stad Sint-Niklaas | 1972 - Tour de Luxemburgo - 1 etapa del Tour de Luxemburgo - Omloop van de Vlasstreek 1973 - Gran Premio de Isbergues 1977 - Tres días de La Panne 1978 - Gran Premio d'Aix-en-Provence 1979 - Gran Premio de Saint-Raphaël |

## Resultados en las grandes vueltas y los Campeonatos Mundiales
| Carrera         | 1969 | 1970 | 1971 | 1972 | 1973 | 1974 | 1975 | 1976 | 1977 |
| --------------- | ---- | ---- | ---- | ---- | ---- | ---- | ---- | ---- | ---- |
| Giro de Italia  | -    | -    | -    | -    | -    | -    | -    | -    | -    |
| Tour de Francia | Ab.  | -    | -    | -    | -    | -    | Ab.  | -    | Ab.  |
| Vuelta a España | -    | 28.º | Ab.  | -    | 31.º | -    | 31.º | 39.º | -    |
| Mundial en Ruta | -    | -    | -    | Ab.  | -    | -    | -    | -    | -    |